# Edward Wolanin
Edward Wolanin (ur. 16 sierpnia 1961 w Przemyślu) – polski pianista i pedagog.
W wieku 15 lat jako najmłodszy w historii uczelni student rozpoczął naukę w Akademii Muzycznej im. Fryderyka Chopina w Warszawie (w klasie fortepianu pod kierunkiem Jana Ekiera i Bronisławy Kawalli oraz w klasie kameralistyki pod kierunkiem Jerzego Marchwińskiego). Doktor habilitowany, profesor Uniwersytetu Muzycznego Fryderyka Chopina.
Laureat konkursów pianistycznych:
- III Międzynarodowy Konkurs Pianistyczny im. F. Chopina w Palma De Mallorca 1985 – II miejsce
- III Europejski Konkurs Chopinowski w Darmstadt 1989 – I nagroda oraz nagrody specjalne za najlepsze wykonanie etiud, nokturnów, polonezów i mazurków.

Jako solista współpracował m.in. z Concerto Avenna, Narodową Orkiestrą Symfoniczną Polskiego Radia, Orkiestrą Filharmonii Narodowej, Polską Orkiestrą Radiową. Koncertował w Austrii, Chinach, Czechach, Francji, Holandii, Iraku, Japonii, Jordanii, Kuwejcie, Meksyku, Niemczech, Nigerii, Rosji, Tunezji, USA i Wielkiej Brytanii.
Dokonał licznych nagrań płytowych (m.in. utwory Johannesa Brahmsa, Fryderyka Chopina, Karola Szymanowskiego, Romualda Twardowskiego, Józefa Wieniawskiego) w wytwórniach Acte Préalable, DUX i Quedicim.
Płyta z jego udziałem nagrana ze śpiewaczką Anną Mikołajczyk: Karol Szymanowski - Songs, op. 31 & 49 (DUX) zdobyła Nagrodę Muzyczną Fryderyk 2008 w kategorii Album Roku Recital Wokalny, Opera, Operetka, Balet. Nominację do tej nagrody w 2006 w kategorii Album Roku Muzyka Kameralna zdobyła płyta: Henryk Wieniawski, Józef Wieniawski - Violin and Piano Works (DUX) nagrana ze skrzypaczką Patrycją Piekutowską. W 2002 został odznaczony Srebrnym Krzyżem Zasługi.